# Superman Returns (colonna sonora)
Superman Returns è la colonna sonora dell'omonimo film di Bryan Singer del 2006. È composta dalla musica di John Ottman suonata dalla The Hollywood Studio Symphony, come pure la marcia di Superman di John Williams, dal film Superman del 1978, all'interno della traccia Main Themes. È arrivata al 4º posto della classifica Billboard, e ha venduto 2 200 000 copie.

## Tracce
1. Main Titles (3:49)
2. Memories (3:07)
3. Rough Flight (5:13)
4. Little Secrets/Power of the Sun (2:49)
5. Bank Job (2:21)
6. How Could You Leave Us? (5:49)
7. Tell Me Everything (3:13)
8. You're Not One of Them (2:22)
9. Not Like the Train Set (5:12)
10. So Long Superman (5:31)
11. The People You Care For (3:27)
12. I Wanted You to Know (2:56)
13. Saving the World (3:12)
14. In the Hands of Mortals (2:11)
15. Reprise/Fly Away (4:15)

Le tracce non seguono l'ordine con cui compaiono nel film, ma in una successione scelta da Ottman per un miglior ascolto.

### Musica non inclusa nella colonna sonora
Ci sono parecchie canzoni famose nel film non comprese nel disco, che è basato sullo spartito originale di John Ottman con temi dalla partitura di John Williams per il film del 1978.